# Sphaenorhynchus prasinus
Sphaenorhynchus prasinus es una especie de anfibio anuro de la familia Hylidae.

## Distribución geográfica
Esta especie es endémica en Brasil. Habita en los estados de Bahía, Minas Gerais, Alagoas y Pernambuco.

## Publicación original
- Bokermann, 1973 : Duas novas especies de Sphaenorhynchus da Bahia (Anura, Hylidae). Revista Brasileira de Biologia, vol. 33, n.º 4, p. 589-594.[5]